# Фельмер, Хельмут
Хельмут Курт Рихард Фельмер (нем. Helmut Kurt Richard Fellmer; 28 мая 1908, Дрезден — 20 марта 1977, Гамбург) — немецкий дирижёр.
Сын Иоганнеса Фельмера (1863—1939), последнего фельдцейхмейстера Королевства Саксония. В 1925—1928 гг. учился в оркестровой школе при Дрезденской государственной капелле у Курта Штриглера (дирижирование), Альфреда Шпитцнера (альт) и Германа Древса (фортепиано). Затем окончил также Йенский университет (1932).
В 1928—1933 гг. репетитор Веймарской оперы, одновременно с 1930 г. работал как ассистент дирижёра на Байройтском фестивале. В 1934—1938 гг. дирижёр Земельного театра в Альтенбурге.
В 1938 г. занял должность дирижёра и профессора композиции в Токийской школе музыки (в составе Императорской академии искусств в Токио). 14 и 15 декабря 1940 года был одним из дирижёров торжественных концертов в честь 2600-летия Японской империи: под управлением Фельмера прозвучала мировая премьера написанного для этого случая сочинения Рихарда Штрауса «Японская торжественная музыка». Во главе оркестра академии гастролировал также в оккупированной Корее и марионеточном государстве Маньчжоу-Го. Написал ряд сочинений, в том числе «Героические звуки» (нем. Heldenklänge) для духового оркестра — музыкальное посвящение экипажам японских подводных лодок. Был горячим сторонником нацизма. С 1945 г. преподавал в музыкальной школе Мусасино. В 1947 г. по указанию американской администрации выслан из Японии. Среди учеников Фельмера в Японии были Кадзуо Ямада, Сабуро Таката и другие заметные музыканты.
С 1947 г. репетитор в оперном театре в Касселе, в 1950—1951 гг. снова в Веймаре, в 1952—1953 гг. дирижировал в Анкаре. С 1954 г. дирижёр Вуппертальской оперы. В 1957—1958 гг. исполнял обязанности главного дирижёра Городского оркестра Ремшайда. В 1965—1974 гг. хормейстер Гамбургской оперы.